# Frank Abt
Frank Abt (* 1976 in Laupheim) ist ein deutscher Theaterregisseur.

## Leben
Frank Abt studierte Theaterwissenschaften in Berlin und Paris. Während seines Studiums war er als Regieassistent am Burgtheater Wien, Schauspielhaus Bochum, der Volksbühne Berlin und den Sophiensälen Berlin. Zwischen 2003 und 2006 war er als Regieassistent am Thalia Theater Hamburg engagiert, wo er erste Inszenierungen auf die Bühne brachte. Seitdem hat er am Münchner Volkstheater, Schauspielhaus Bochum, Deutschen Theater Berlin, Schauspielhaus Graz,Staatstheater Stuttgart, Theater Bremen, Maxim-Gorki-Theater Berlin und dem Hans-Otto-Theater Potsdam gearbeitet.
Sein Theaterprojekt Finkenwerder Herbstprinzen oder Wie die Äpfel fliegen lernten am Thalia Theater Hamburg wurde 2007 zum Theaterfestival Radikal jung nach München eingeladen.

## Inszenierungen (Auswahl)
- 2008: Die innere Sicherheit nach Christian Petzold, Thalia Theater Hamburg[13]
- 2008: Connecting People – ein Nokia-Projekt von Frank Abt, Schauspielhaus Bochum[5]
- 2009: Der Besuch der alten Dame von Friedrich Dürrenmatt, Volkstheater München[14]
- 2010: Anna Karenina von Armin Petras nach Lew Tolstoi, Volkstheater München[15]
- 2011: Jochen Schanotta von Georg Seidel, Deutsches Theater Berlin[16]
- 2013: Stallerhof von Franz Xaver Kroetz, Deutsches Theater Berlin[17]
- 2014: Der Idiot nach Fjodor Dostojewski, Theater Bremen[18]
- 2015: Unterm Rad nach Hermann Hesse, Staatstheater Stuttgart[19]
- 2018: Ein Haus in der Nähe einer Airbase (UA) von Akın Emanuel Şipal, Theater Bremen[20]